# 경기병

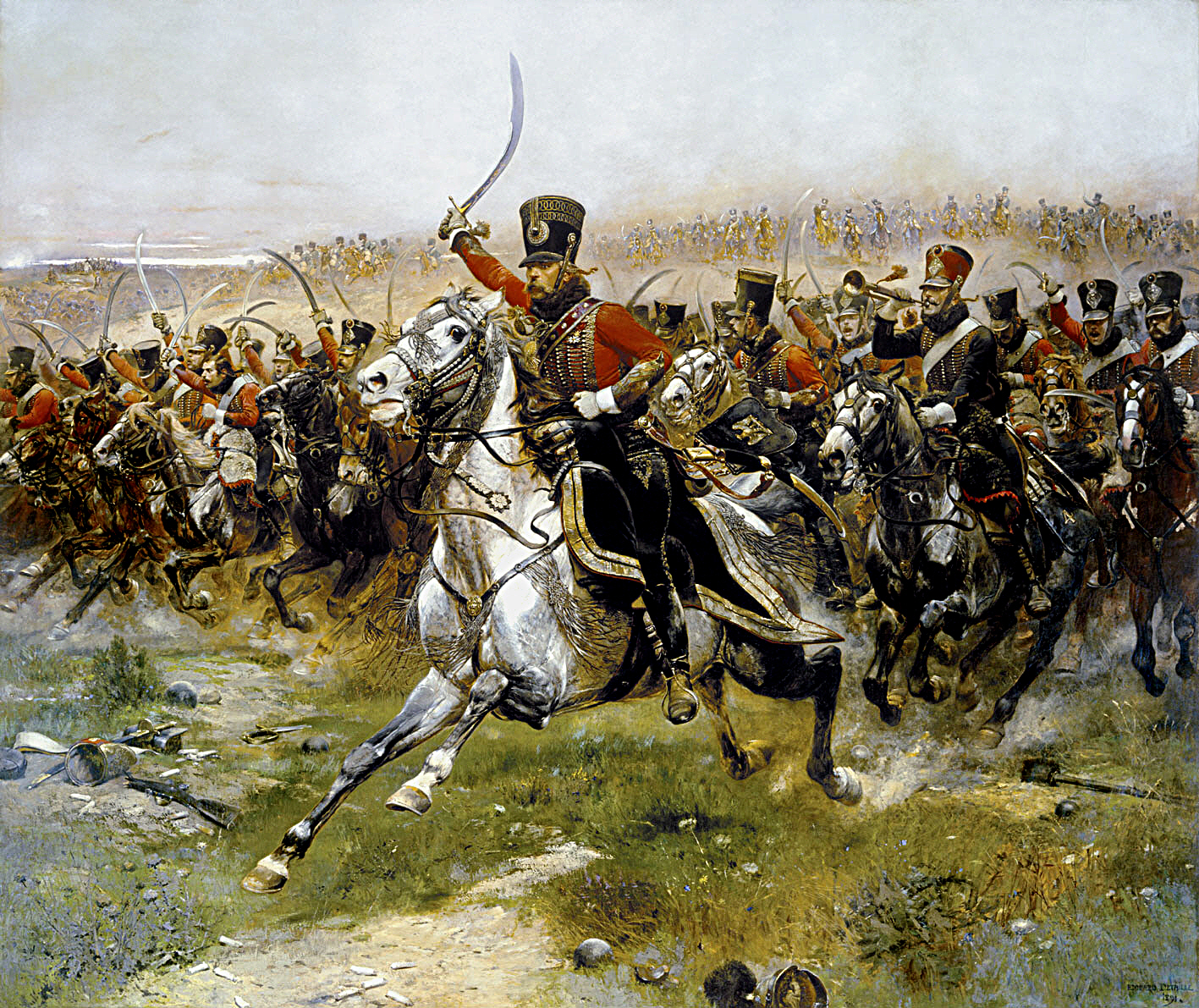
프랑스 제4후사르연대.

경기병(輕騎兵, Light Cavalry)은 경무장 및 경갑한 말탄 병사들을 가리키며 중무장한 기수들인 중기병과 반대의 의미와 용도를 가진 기병이다. 경기병의 사명은 보통 정찰, 소전투, 습격으로 중요하게는 연락으로 주로 창, 검, 활이나 훗날에 등장할 마상총으로 무장하였다. 경기병은 고대 그리스와 로마 제국에 의해 드물게 사용되었으나 중앙아시아의 유목 민족과 그의 군대에서는 대부분을 차지하고 있었다. 훈족, 투르크족, 몽골인 그리고 헝가리인들은 경기병과 기마궁수들로 훈련되었다. 유럽에서의 봉건제도와 기사도의 쇠퇴로 하여 경기병은 유럽 대륙국가들의 군대에서도 주요한 위치를 차지하였다. 그들 중 많은 수는 이전시기에는 활을 사용하였다면 그 당시에는 화기로 무장하였다.

## 역사적 이용
경기병과 중기병의 분류는 기병이 등장한 이래 적과의 백병전을 위해 중갑옷으로 무장한 중기병이 출현하면서 나타나기 시작한 것으로 알려져 있다. 최초의 중장기병이 아케메네스 왕조 시기에 출현하면서 처음으로 경기병과 중기병의 분류가 나타났고, 이후 알렉산드로스 대왕이 헤타이로이를 통해 중기병의 목적을 충격력을 통한 적진 돌파로 확립함으로써 경기병과 중기병의 존재 목적이 확연하게 갈라지기 시작한다.
로마-게르만 전쟁 시기 군대들은 경기병을 순찰대나 무장한 정찰로, 특히 지역전투때 최전방 공격수로 사용하였다. 포에니 전쟁시기 카르타고군이 로마군보다 우수한 이유의 하나는 누미디아 경기병의 광범위한 사용에 있었다. 부분적으로나마 이런 사실 때문에 로마의 장군 스키피오 아프리카누스는 2차 포에니 전쟁시기 튀니지를 침공하기전에 시칠리에서 그 자신의 기병들을 모집하였다.

## 전략, 전술적 이용
경기병은 대규모 전면전보다는 소규모 접전이나 약탈전, 정보전에 특화된 기병이었다. 이들은 전투를 직접 실행하기보다는 전투 이전 적의 마을 등을 공격해 약탈하여 경제적 손실을 야기하거나 적을 정찰하고, 전투 시에는 적을 유인하거나 패주하는 적을 추격하는 것이 그 용도였다. 이러한 특성에서 나아가, 경기병의 용도는 시대적, 경제적 배경에 따라 매우 다양하게 사용될 수 있었으며 몽골을 비롯한 유목국가의 경기병대는 전면전에서도 다양한 활약을 할 수 있었으며, 후사르나 울란과 같은 경기병들은 일반적인 경기병과 달리 돌격을 통한 충격력의 확보가 목적이 되기도 했다.

## 특성
경기병 부대는 비교적 경장의 무장과 작고 빠른 말을 장비로 삼았으며 본 목적이 약탈과 패주하는 적의 추격, 살육 등이었기 때문에 일반적인 부대와는 다른 특성을 띄게 되었다. 이들은 주로 중기병에 비해 하층민으로 구성되어 있었고, 전면전이 아닌 약탈전이나 소규모 접전에 특화되어 있었기 때문에 대체로 거칠고 난폭한 병사들이 주를 이루기 쉬웠으며, 뚜렷한 대열이 필요하지 않은 특성상 나타나는 자유로운 규율 때문에 제멋대로 행동하는 경우가 많았다. 특히 용병으로 고용된 경기병대의 경우, 백산 전투 당시 신교도 측에 고용되었던 트란실바니아 경기병대처럼 고용주 측 지휘관의 명령을 듣지 않고 전황이나 개인적 이익에 따라 제멋대로 행동하는 경우가 많아 전투에서의 패배를 야기하기도 했다.
이러한 특성 때문에 경기병대의 원활한 사용에는 많은 어려움이 따랐으며, 이들이 전면전에 적합하지 않은 다른 이유이기도 했다. 이러한 특성은 경기병을 주력으로 사용할 수밖에 없었던 유목국가나 민족의 경우도 마찬가지였으며, 국민개병제를 통한 체계적인 병력 수급 체계가 잡히기 이전까지 경기병의 용도는 부수적인 목적에 머물렀다.

## 중세기
중세기에 들어와서야 여러 가지 유형의 경기병들이 발달하였다.
- 호빌라 : 원래는 아일랜드에서 시작하였으나 후에 14, 15세기 잉글랜드 및 스코틀랜드 군대에서 주요하게 사용되었다.
- 히네테스 : 스페인의 투창 경기병으로 레콘키스타 때 통속화되었다.
- 스트라디오트 : 알바니아에 기원을 두고 15세기 후기에 이탈리아에서 경기병으로서의 용병으로 사용되었다.
- 리소브치치 : 폴란드의 용병 경기병으로 잔인한 행각과 약탈로 유명하였다.
- 투르크폴리스 : 중세기 십자군전쟁때 광범위하게 사용된 투르크 출신의 경기마궁수로 튜튼 기사단에 포함되어 발트 해 전역에서도 사용되었다.

## 근세기
근세기에 들어와서는 총으로 인해 갑옷이 필요가 없어지자, 경기병이 점차 늘어나게 되었다.
- 하카펠리타트 : 스웨덴의 경기병대이다.
- 후사르 : 헝가리에서 유래된, 대표적인 경기병이다.

## 같이 보기
- 군마
- 테크니컬